# Royal Ulster Constabulary
Denne side handler om en nordirsk politistyrke. For andre betydninger, se RUC (flertydig).
Royal Ulster Constabulary (forkortet RUC) var den nordirske politistyrke 1922-2001. Styrken var generelt stærkt anti-katolsk, og blev afløst af den mere afbalancerede Police Service of Northern Ireland (PSNI) i 2001.
| Politi | Spire Denne politirelaterede artikel er en spire som bør udbygges. Du er velkommen til at hjælpe Wikipedia ved at udvide den. |